# Paysage suisse de l'année

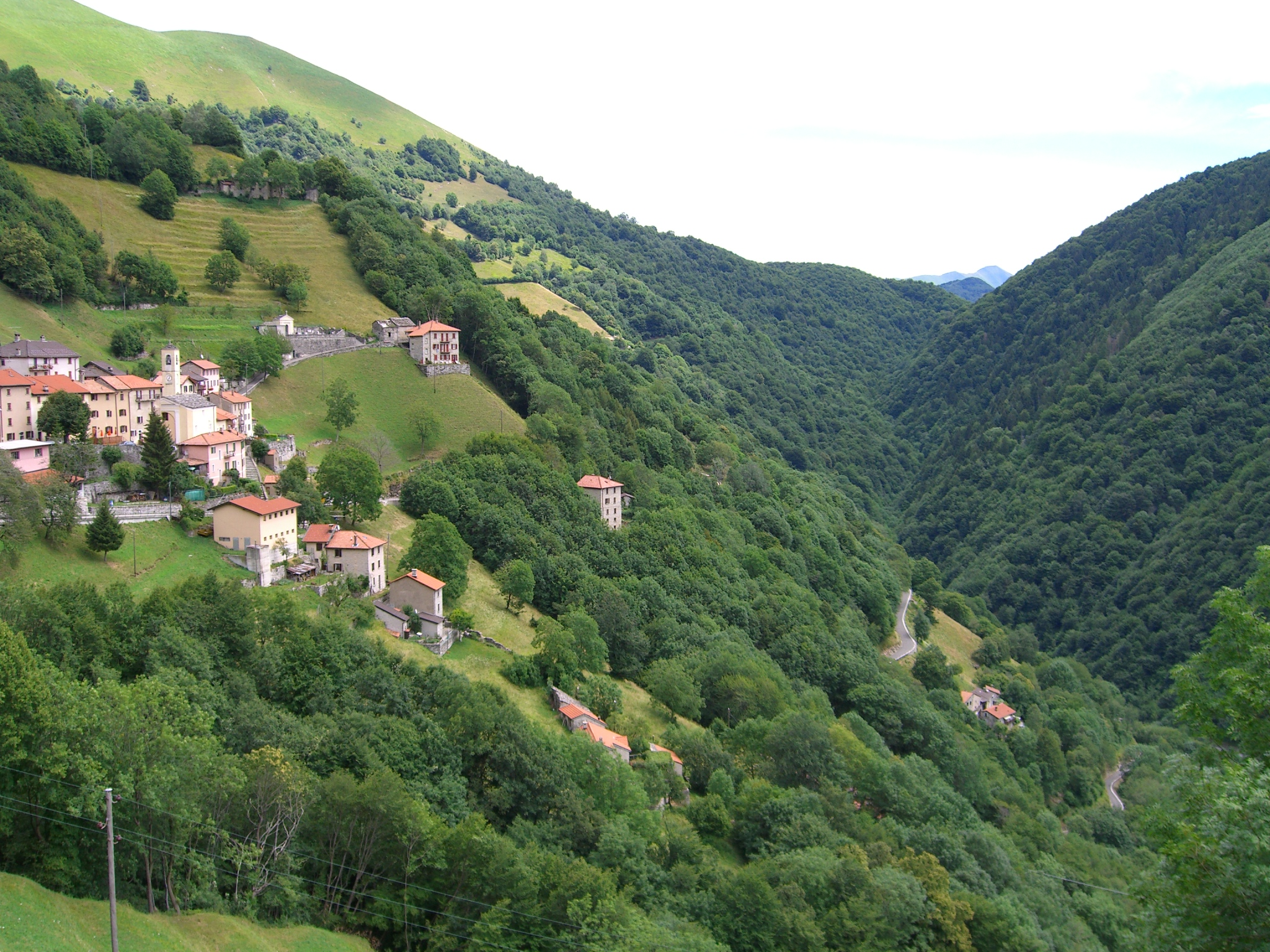
Vue de la vallée de Muggio, lauréate en 2014.

Le prix du Paysage de l'année est une distinction remise annuellement en Suisse par la Fondation suisse pour la protection et l'aménagement du paysage (FP).

## Prix
Le prix, d'une valeur de 10 000 francs (5 000 francs jusqu'en 2014), est remis chaque année depuis 2011. Il a pour but « de mettre en valeur des paysages suisses, de faire connaître les dangers qui les guettent et de soutenir l'engagement local pour les protéger ». Il récompense en priorité des lieux peu connus ou peu touristiques, « pour inviter la Suisse à les découvrir ».

## Lauréats
- 2023 : La région du Klettgau, dans le canton de Schaffhouse, pour ses qualités de paysage agricole placé sous le signe de la biodiversité depuis déjà une quarantaine d'années. Les bénéficiaires du prix sont la Station ornithologique suisse de Sempach et un groupe d'agriculteurs IP-Suisse des communes de Wilchingen, Neunkirch, Löhningen et Siblingen[3].
- 2022 : Le paysage d'allées du Val-de-Ruz, dans le canton de Neuchâtel. Les lauréats sont la Commune de Val-de-Ruz, le Parc Chasseral et l’association Ecoréseau et Paysage du Val-de-Ruz, distingués pour leur engagement conjoint et exemplaire en vue de rétablir, rajeunir et entretenir à long terme le paysage d’allées du Val-de-Ruz[4].
- 2021 : Le paysage d'infrastructures touristiques Chäserrugg/Toggenbourg, dans le canton de Saint-Gall. La lauréate est la société des remontées mécaniques du Toggenbourg (Toggenburg Bergbahnen AG), récompensée pour la rénovation soignée de l’infrastructure touristique dans le paysage très sensible du Haut-Toggenbourg (commune de Wildhaus-Alt Sankt Johann) et de manière générale pour sa stratégie de développement axée sur les valeurs naturelles et la culture architecturale[5],[6].
- 2020 : Les pentes irriguées par ruissellement des coteaux du Haut-Valais gagnent le prix. Les communes d’Ausserberg, de Baltschieder, d’Eggerberg et de Naters, ainsi que les consortages des bisses et les autorités cantonales du Valais sont les bénéficiaires, pour leur engagement à préserver la tradition de ce mode d'irrigation[7]. La diversité du paysage, la flore et une pratique agricole ancestrale s'allient pour assurer la qualité de ce site[8],[9].
- 2019 : Les forêts marécageuses de l’Ibergeregg, dans le canton de Schwytz. La corporation de l’Oberallmeind Schwyz (OAK) et les services cantonaux des forêts et des dangers naturels (AWN) ainsi que de la nature, de la chasse et de la pêche (ANJF) reçoivent la distinction pour leur collaboration exemplaire dans la gestion de ce paysage marécageux exceptionnel, conciliant les intérêts des différents groupes d'utilisateurs avec la protection de la nature et des marais[10].
- 2018 : Le paysage sacré des abbayes et monastères du bassin de la Sarine, dans le canton de Fribourg, marqué de l’empreinte d’un patrimoine bâti religieux remarquable. Le Diocèse de Lausanne, Genève et Fribourg et la communauté d’intérêt «L’esprit des lieux» reçoivent le prix pour leur engagement en faveur du développement harmonieux et de la valorisation des paysages sacrés fribourgeois[11].
- 2017 : Le paysage d'infrastructures énergétiques du canal de Hagneck, dans le canton de Berne. Les bénéficiaires du prix sont BKW Energie SA, Energie Service Biel/Bienne (ESB) et le canton de Berne, récompensés pour leur engagement en faveur d’une rénovation des centrales et d’une mise en œuvre des mesures de protection contre les crues soigneuses et respectueuses de l’environnement et du paysage[12].
- 2016 : Le paysage de prairies à foin sauvage[13] (ou foin des rochers) d'Isenthal[14],[15], dans le canton d'Uri. Le prix récompense une forme d'exploitation alpestre périlleuse devenue rare, qui permet d'entretenir un paysage culturel séculaire à forte valeur identitaire et pour laquelle le canton d'Uri a lancé en 2008 un programme d'encouragement. Les exploitants d'Isenthal ont reçu le prix en tant que représentants de l’ensemble des faucheurs de foin sauvage du canton et de Suisse[16].
- 2015 : Le paysage à habitat dispersé du canton d'Appenzell Rhodes-Intérieures (prix remis au canton pour son engagement en faveur de la sauvegarde et du développement soigneux de son paysage à habitat dispersé traditionnel)[17].
- 2014 : La vallée de Muggio, dans le canton du Tessin (prix remis au musée ethnographique de la vallée de Muggio)[1].
- 2013 : La campagne genevoise (remis à l’association des communes genevoises et AgriGenève)[2].
- 2012 : Le paysage Birspark (prix remis aux communes bâloises d'Aesch, Arlesheim, Birsfelden, Münchenstein, Muttenz, Pfeffingen et Reinach et à la commune soleuroise de Dornach)[18].
- 2011 : Le val Sinestra, dans le canton des Grisons (prix remis aux communes de Ramosch et Sent)[19].